# North Seaton
North Seaton – osada w Anglii, w Northumberland, w dystrykcie (unitary authority) Northumberland. Leży 29,7 km od miasta Alnwick, 22 km od miasta Newcastle upon Tyne i 418,1 km od Londynu. W 1931 roku civil parish liczyła 1726 mieszkańców.